# Новополь (Житомирская область)
Новопо́ль (укр. Новопіль) — село в Житомирском районе Житомирской области Украины. Основано в 1637 году.
Код КОАТУУ — 1825686201. Население по переписи 2001 года составляет 799 человек. Почтовый индекс — 12333. Телефонный код — 4134. Занимает площадь 3,8 км².

## Персоналии
- Павел Кручинский — известный Омский предприниматель. Родился и долгое время жил в Новополе.

## Местная власть
12402, Житомирская обл., Житомирский р-н, с. Олиевка, ул. Леонида Ступницкого, 68.